# خالد بن حزام
خَالِد بن حِزَام بن خُوْيلد، صحابي، وأخو حكيم بن حزام، وابن أخي خديجة بنت خويلد.

## نسبه
- هو: خَالِد بن حِزَام بن خُوْيلد بن أسَد بن عَبْد العُزَّى بن قُصَيَّ بن كلاب القُرَشِيّ الأسدي.[1]
- أمه: أم حكيم بنت زُهَير بن الحارث، واسمها زينب، وقيل: صفية، وقيل: فاختة.[2][3][4]

## سيرته
تزوج حزام من أم حبيب بنت العوام أخت الصحابي الزبير بن العوام فأنجبت له أم الحسن بمكة أو في طريق الهجرة إلى الحبشة. ومن ولد خالد؛ الضحّاك بن عثمان، والمغيرة بن عبد الرحمن الحِزَاميّ وكلاهما قد حمل العِلْمَ ورواه.
كان حزام قديم الإسلام بمكّة، روى هشام بن عروة، عن أبيه، قال: هاجر خالد بن حزام إلى أرضِ الحبشة فنهشته حَيّة فمات في الطريق، فنزل فيه: ﴿وَمَنْ يُهَاجِرْ فِي سَبِيلِ اللَّهِ يَجِدْ فِي الْأَرْضِ مُرَاغَمًا كَثِيرًا وَسَعَةً وَمَنْ يَخْرُجْ مِنْ بَيْتِهِ مُهَاجِرًا إِلَى اللَّهِ وَرَسُولِهِ ثُمَّ يُدْرِكْهُ الْمَوْتُ فَقَدْ وَقَعَ أَجْرُهُ عَلَى اللَّهِ وَكَانَ اللَّهُ غَفُورًا رَحِيمًا ۝١٠٠﴾ [النساء:100].
قال البَلاَذُرِيُّ: ليس بمتفق عليه، ولم يذكره ابن إسحاق ــ يعني في مهاجرة الحبشة. وأخرجه ابنُ أبي حاتم مِنْ هذا الوجه موصولًا ــ ولفظه: عن هشام بن عروة، عن أبيه، عن الزبير بن العوَّام، فذكره، وزاد: قال الزُّبَيْرُ: وكنْتُ أتوقع خروجَه، وأنتظر قدومَه وأنا بأرض الحبشة؛ فما أحزنني شيء كما أحزنني لوفاته حين بلغتني؛ لأنه كان من بني أَسَد بن عبد العزى، ولم يكن بقي معي أحد منهم بأرض الحبشة. قال ابن حجر العسقلاني: «المشهور أن الذي نزلت فيه هذه الآية جُندب بن ضمرة كما تقدم».